# ヴィクトリア・ポストニコワ
ヴィクトリヤ・ヴァレンチノヴナ・ポストニコヴァ（ロシア語: Виктория Валентиновна Постниковаヴィクトーリヤ・ヴァリンチーナヴナ・ポーストニカヴァ；英語式の転写例:Viktoria Postnikova；ドイツ語式の転写例:Wiktorija Postnikowa、1944年1月12日 - ）は、ロシアのピアニスト。1969年に指揮者のゲンナジー・ロジェストヴェンスキーと結婚して以来、定期的に演奏会や録音で夫婦共演を続けている。2004年にロシア国民芸術家の称号を授与された。

## 略歴
モスクワの音楽家の家庭に生まれる。モスクワ音楽院附属中央音楽学校に6歳で入学し、ムサエリャンに師事した。1967年にモスクワ音楽院を卒業した後、大学院課程に進んでヤコフ・フリエールの薫陶を受けた。1965年にショパン国際コンクールに出場して入賞する。その後は、リーズ国際ピアノ・コンクール（1966年）やリスボンのヴィアンナ・ダ・モッタ国際音楽コンクール、第4回チャイコフスキー国際コンクール（1970年）においても入賞した。
レパートリーは非常に広く、バッハやヘンデル、ドメニコ・スカルラッティ、ハイドン、モーツァルト、ショパン、メンデルスゾーン、シューマン、リスト、ブラームス、ラフマニノフに加えて、ブゾーニやアイヴズ、ブリテン、ショスタコーヴィチ、シュニトケら近現代の作曲家までに及んでいる。チャイコフスキーのピアノ曲全集の録音は、ポストニコワの最も洒脱な演奏を確かめることができる。またポストニコワは、目下のところ、プロコフィエフのピアノ協奏曲を全曲録音した唯一の女性ピアニストでもある。
ポストニコワの演奏は、強烈な打鍵が特に目立っている。この特徴は、プロコフィエフの《ピアノ協奏曲第2番》やシュニトケの《ピアノと弦楽オーケストラのための協奏曲》のような作品の解釈に有効である。室内楽奏者としても活躍しており、旧ソ連圏（独立国家共同体）やフランスでユーディ・メニューインとリサイタルを行なった際は、ブラームスのヴァイオリン・ソナタの全曲演奏に加えて、モーツァルトやベートーヴェン、バルトークのヴァイオリン・ソナタも取り上げた。
主要な音源に、デッカ・レコードにおけるチャイコフスキーのピアノ協奏曲全曲録音と、エラート・レコードにおけるブゾーニのピアノ協奏曲、チャイコフスキーのピアノ曲全集、ヤナーチェクおよびグリンカのピアノ曲集が挙げられる。室内楽奏者としては、シャンドス・レコードにおいてリヒャルト・シュトラウスとブゾーニのヴァイオリン・ソナタの録音に参加した。旧ソ連時代には、メロディア・レーベルにブラームスやショパン、プロコフィエフのピアノ協奏曲全集を録音している。

### 音源
- Un Poco di Chopin from Tchaikovsky Morceaux
- Berceuseand Meditation from Tchaikovsky Morceaux
- Tchaikovsky 2 pieces Postnikova
- Tchaikovsky sonata in C sharp min.
- LIVE FROM THE PROMS 1979 - SERGEI RACHMANINOV - 1. PIANO CONCERTO IN F SHARP MINOR, Op. 1 (I. Vivace [1/2)]
- LIVE FROM THE PROMS 1979 - SERGEI RACHMANINOV - 1. PIANO CONCERTO IN F SHARP MINOR, Op. 1 (I. Vivace [2/2)]
- LIVE FROM THE PROMS 1979 - SERGEI RACHMANINOV - 1. PIANO CONCERTO IN F SHARP MINOR, Op. 1 (II. Andante)
- LIVE FROM THE PROMS 1979 - SERGEI RACHMANINOV - 1. PIANO CONCERTO IN F SHARP MINOR, Op. 1 (III. Allegro vivace)